# Isusovo razapinjanje
Isusovo razapinjanje (raspeće) dio je Isusove muke opisane u Novomu zavjetu, u Evanđeljima.
Nakon što je noseći križ došao na Kalvariju u Jeruzalemu, Isus je čekao stražare da iskopaju jamu u koju će staviti križ. Prema židovskom običaju, žene su ponudile Isusu jako vino s gorkim primjesama, za utrnuće osjetila, da bi manje trpio bolove. To je u Svetomu pismu nazvano žuč, jer je gorko. Isus je okusio to piće, ali ga nije htio piti, jer je želio trpjeti pri punoj svijesti, za otkupljenje ljudskih grijeha. 
Prije razapinjanja, stražari su Isusu morali skinuti odjeću, da mu preko glave prevuku nešivenu haljinu. Prilikom svlačenja, morali su ponegdje odjeću i otrgnuti od tijela, jer se zalijepila za kožu zbog krvarenja. To je Isusu zadavalo dodatnu bol. 
Kod Rimljana, kažnjenici su visili goli na križu, kada su bili raspeti. Kod Židova je postojao običaj pokrivanja bokova. Tako su učinili i s Isusom. Isus je dragovoljno dozvolio razapinjanje na križ, kako bi ispunio Božji plan spasenja. Prvo su mu užetom čvrsto vezali ruke i noge za križ, jer bi se inače udarcima čekića pomaknule ruke i noge. Stražar je uzeo dug čavao i zabio ga u Isusovu ruku, u zapešće. Morao je više puta udarati čekićem po čavlu, da dođe do drva križa. Dodatni udarci bili su još bolniji, jer su bile smrskane kosti i razmaknute krvne žile. Kod razapinjanja nogu na križ, morali su Isusove noge prvo pritegnuti prema tijelu da tabani budu posve na križu. Čavao je prolazio duže vremena nego kod probijanja ruku. Isus je dao probiti ruke, za grijehe koje ljudi čine rukama, a noge za grijehe kada ljudi hodaju putem nemorala.
Ne zna se jesu li Isusove noge bile pribijene s jednim ili dvama čavlima. Do 12. stoljeća, umjetnici su prikazivali raspelo s nogama koje su jedna uz drugu, pribijene dvama čavlima. Od 12. stoljeća, umjetnici prikazuju raspelo gdje su noge položene jedna na drugu s jednim čavlom.
Kada je Isus bio raspet, križ je trebalo osoviti. Primili su dio križa gdje su bile ruke i povukli su križ do jame, gdje su ga utakli. Morali su Isusa svezati za križ ispod pazuha, da se njegovi dlanovi ne razderu prilikom podizanja križa. Bilo je bolno, kada se sva težina tijela prenijela na ruke i kada je donji dio križa udario u jamu. Ispod križa bilo je sjedalo na koje se Isus upirao, jer bi mu se inače ruke raspale po teretom križa. Sjedalo se ne vidi i ne prikazuje na raspelima, jer se iza bokova nije ni vidjelo. 
Nad Isusovom glavom bio je natpis: Isus Nazarećanin, kralj židovski (INRI; Iv 19,19).". Napisan je u tvrđavi Antonija. Poncije Pilat naložio je, da se to napiše. Natpis je bio na latinskomu, grčkomu i na hebrejskomu jeziku. Bio je na latinskom jer su Rimljani vladali zemljom. Natpis je bio i na grčkom, jer su mnogi Židovi u Jeruzalemu bili doseljenici iz krajeva gdje se govorilo grčki. Hebrejskim jezikom govorili su domaći Židovi.
Židovski svećenici nisu odmah primijetili što piše na natpisu. Naknadno su tražili od Poncija Pilata da se izmjeni tekst: „Ne piši kralj židovski, nego da je rekao 'Kralj sam židovski'” (Iv 19,21). Pilat ih je odbio i nije promijenio natpis. U natpisu, prva riječ Isus znači Spasitelj od grijeha, druga riječ predstavlja grad Nazaret u kojemu se Isus rodio. Treća riječ poručivala je Židovima da je Isus kralj kojega su proroci navješćivali, a židovski narod očekivao. Natpis je bio dug oko 60 cm, obliven sadrom.
Sveta Jelena Križarica 326. godine pronašla je dio natpisa, koji se čuva u crkvi sv. Križa u Rimu.
Isus je na glavi imao trnovu krunu. Stražari su, nakon što su završili s razapinjanjem Isusa, bacali kocku da odrede kome će pripasti Isusova donja haljina, sandale, pojas i tunika. Ostala je još haljina tkana u jednom komadu. Nisu je razderali na dijelove, nego su bacili kocku komu će pripasti. Time se ispunilo proročanstvo: „Razdijeliše među se haljine moje, za odjeću moju baciše kocku” (Mt 27,35). Stražari su vjerojatno prodali Isusovu odjeću i sandale, jer su imali svoju vojničku odjeću i obuću.

## Poveznice
- Raspeće
- Raspelo
- Sveti Dizma

## Vanjske poveznice
- Stipan Gerdenić: Uzdisaji verhu svakog sata Muke-Isusove, 1863.